# Tiko United
Il Tiko United è una società calcistica con sede a Tiko, in Camerun. Milita nella Cameroon Première Division, la massima serie del campionato camerunese.

## Storia
Fondato nel 1976 il club gioca le gare casalinghe allo stadio Stade de Moliko.

## Palmarès

### Competizioni nazionali
- Campionato camerunese: 1

2008-2009

### Altri piazzamenti
- Campionato camerunese:

Terzo posto: 2009-2010

## Partecipazioni alla CAF Confederation Cup
- CAF Confederation Cup: 1 partecipazione

2011 - Primo Turno

## Rosa 2011-12
| N. |                    | Ruolo | Calciatore           |
| -- | ------------------ | ----- | -------------------- |
| 1  | Camerun (bandiera) | P     | Oumarou Idrissou     |
| 2  | Camerun (bandiera) | D     | Etienne Kibong Lam   |
| 3  | Camerun (bandiera) | D     | Joël Djondang        |
| 4  | Camerun (bandiera) | D     | Hervé Ngane Ayo      |
| 5  | Camerun (bandiera) | C     | Arséne Bate Eywa     |
| 6  | Camerun (bandiera) | C     | Mahamat Amadou       |
| 7  | Camerun (bandiera) | A     | David Ake Ambeno     |
| 8  | Camerun (bandiera) | C     | Elvis Mokake Ndambe  |
| 9  | Camerun (bandiera) | A     | Valentine Atem       |
| 10 | Camerun (bandiera) | A     | Simon Mbete Mezang   |
| 11 | Camerun (bandiera) | A     | Etengene Akangmba    |
| 13 | Camerun (bandiera) | C     | Alain Nkafu          |
| 14 | Camerun (bandiera) | A     | Arsene Etah Bate-Eya |
| 15 | Camerun (bandiera) | D     | Hermann Nana Yanka   |

| N. |                    | Ruolo | Calciatore               |
| -- | ------------------ | ----- | ------------------------ |
| 16 | Nigeria (bandiera) | P     | Festus Ibere             |
| 17 | Camerun (bandiera) | C     | Francis Mevono Evambe    |
| 18 | Camerun (bandiera) | A     | Sanda Oumarou            |
| 19 | Camerun (bandiera) | D     | Franklin Nougoum Ngassam |
| 20 | Camerun (bandiera) | C     | Mario Williams Elimbi    |
| 21 | Camerun (bandiera) | A     | Job Njouonkou            |
| 22 | Camerun (bandiera) | C     | Michael Eva              |
| 23 | Camerun (bandiera) | A     | Robert Jama Mba          |
| 24 | Camerun (bandiera) | C     | David Ambeno Ake         |
| 25 | Camerun (bandiera) | D     | Georges Bush             |
| 26 | Camerun (bandiera) | A     | Edwin Mbong Ayuk         |
| 27 | Camerun (bandiera) | C     | Christian Sob Noug       |
| 28 | Camerun (bandiera) | A     | Tonton Mawobe Ntouba     |
| 29 | Camerun (bandiera) | D     | Olivier Tchoing          |